# Reis naar het Morgenland (roman)
Reis naar het Morgenland is een roman van Hermann Hesse met de oorspronkelijke titel ‘Die Morgenlandfahrt’ uit 1932. 
Er is een vertaalde uitgave in de Kwintessens reeks (nr. 10) van uitgever De Bezige Bij, Amsterdam. De vertaling is van  L. Coutinho.
Het is een kort verhaal over een vreemde en schijnbaar doelloze reis. Het doel van de reis schijnt een beproeving, maar wordt aan de lezers niet duidelijk gemaakt. 
De reis naar het morgenland is de reis naar jezelf. Je begint vol goede moed aan de tocht maar raakt onderweg jezelf kwijt. Je verkoopt dat wat je het liefste doet. Het doel is jezelf weer terug te vinden, je reisgenoten zijn er wel, alleen zag je ze niet meer omdat je verdwaald was. 